# スチュワードシップ・コード
スチュワードシップ・コード（Stewardship Code）とは、コーポレートガバナンスの向上を目的とした機関投資家の行動規範である。機関投資家の支配力を活かしたソフトロー（Soft law）の一種であり、企業経営の収益力を向上させたり、企業不正を監視したりもする。いまや国際標準であるが、英国発祥の紆余曲折した制度である。

## 成立に関する歴史的な経緯

### キャドバリー報告書
1980年代末から1990年代初頭にかけて、米国のマイケル・ミルケンによる証券詐欺や英国のロバート・マクスウェル事件に象徴される不祥事が、機関投資家の受動的姿勢への批判を呼び起こし、英国ではキャドバリー報告書へとつながった。
1992年4月、イギリスでジョン・メージャーが首相となった。財務大臣はノーマン・ラモントが続投した。二人とも大銀行の出身であった。翌5月、キャドバリー卿の率いる委員会が報告書を提出した（キャドバリー報告書、Cadbury Report）。卿はイングランド銀行とIBMで重役を経験していた。委員会には機関投資家の代表者が参加した。こうして委員会の報告書は英国スチュワードシップの原型をなすものとなった。報告されたのは、ロバート・マクスウェルが年金を私的に流用した事件、それからポリー・ペック（Polly Peck）と国際商業信用銀行（BCCI）のスキャンダルであった。経営者個人の決定権を認めない方針が提言された。

### 執事バークレイズ
2008年の世界金融危機により銀行のガバナンスが問題となった。そこでバークレイズのウォーカー卿（David Walker）が、やはり機関投資家委員会を組織し、投資家と金融機関の関係を見直した（ウォーカー・レビュー）。報告書は、委員会の作成した規範を命名し（スチュワードシップ・コード）、これを正式に承認するよう求めた。これをうけて財務報告評議会（Financial Reporting Council）がスチュワードシップ・コードを策定・公表した。
2012年バークレイズがLIBOR不正操作により5950万ポンドの制裁金を課され、スチュワードシップ・コードを見直す契機となった。WPPグループ、G4S、エクストラータ（現グレンコア）、SABミラーも俎上に載った。

## 利益相反を認容
英国スチュワードシップ・コードは7原則から構成されている。無難なものから列挙する。
履行内容を開示すること（原則1）。投資先企業を監視すること（原則3）。履行態様の改善計画を立てること（原則4）。他の投資家とは適度に協働すること（原則5）。議決権行使について開示・報告すること（原則6・7）。
顧客や親会社との関係が利益相反するのは仕方ないという前提に立つ、原則2が問題となる。関係の管理については堅個な方針をもち、開示するべきとしている。具体的な管理の態様までは原則に盛り込まれておらず、開示も要求されない。
利益相反は、戦間期以来アメリカで、なかんずく投信をめぐり、搾取性を指摘されながら抜本的な改善が先送りされてきた。
情報の非対称性は、そうした歴史と、策定者の背景をふくむコードの生成過程および運用実態に生まれている。

## 日本法での位置づけ
会社法（法律であり、強制力を持つ）やコーポレートガバナンス・コード（原則に基づく推奨的な規範）は、主に企業の組織体制に関わるルールである。これに対し、金融庁が策定した日本版スチュワードシップ・コードには会社法のような法的拘束力はなく、機関投資家の裁量を尊重する形で、以下のような手法が採られている。
まず原則主義とも訳されるプリンシプルベース・アプローチ（Principle-based approach）とは、あらゆる場面に対応した細やかなルールによる細則主義ではなく、抽象的な大原則を定立することを意味する。関係者がこのルールの趣旨や精神を確認することで各自の活動がその趣旨に合致するよう互いに自律することが期待される。
一方コンプライオアエクスプレイン・アプローチ（Comply or Explain approach）は「受け入れるか説明するか」と訳される。このコードに当てはまる金融機関などの機関投資家はこれを受諾しコードを守るか、守らないか選択することができる。しかし、このコードを守らないことを選択した機関投資家は「なぜ受諾できないのか」ということを対外的に説明することを求められる。これによって問題などを共有し全体のシステムの向上を目指すとしている。

### 日本における実効性
日本では、金融庁が2014年に日本版スチュワードシップ・コードを制定、2017年に改訂を行った。強制力に欠けるとはいえ、従来、株主総会等で会社提案を追認することが多かった生命保険会社や機関投資家も、加入者の利益を念頭に議決権行使を行う傾向が見られはじめている。第一生命保険の場合、2018年4月から6月に開かれた株主総会1799社のうち会社提案について1件以上反対した会社は204社にのぼった。